# Verdeckte Sacheinlage
Als verdeckte Sacheinlage wird die Umgehung der Sacheinlagevorschriften des GmbH- und Aktienrechts bezeichnet. Dabei gehen die Parteien so vor, dass sie nur formell eine Bareinlagepflicht vereinbaren, diese wird auch gegenüber dem Handelsregister erklärt und die Barschuld eingezahlt. Tatsächlich besteht jedoch eine Abrede, das eingezahlte Geld umgehend nach Eintragung der Bargründung bzw. - kapitalerhöhung gegen einen Vermögensgegenstand eines Gesellschafters auszutauschen. Dies geschieht zumeist im Wege eines Kaufvertrages. Am Ende der Transaktion hat die Gesellschaft nur Sachwerte. Für diese wurden jedoch die Publizitäts- und Bewertungsvorschriften, welche das Gesetz für die Gründung mit Sacheinlagen aufstellt, umgangen. Der Gesellschafter hat hingegen das eingezahlte Bargeld in Form des Kaufpreises zurückerhalten.

## Rechtsfolgen vor dem MoMiG
Vor der gesetzlichen Regelungen im deutschen GmbH-Gesetz (GmbHG) wurden an den Tatbestand der verdeckten Sacheinlage zwei Rechtsfolgen geknüpft. Einerseits sollte die Leistung der Bareinlage nicht befreiend gewesen sein, weswegen sie weiterhin aushaftete. Andererseits war das Austauschgeschäft nichtig und rückabzuwickeln. Dafür konnte der Gesellschafter die erste (unwirksame) Leistung der Bareinlage zurückfordern und die Sache (bzw. deren Wert) mit der Eigentumsklage (bzw. einer Bereicherungsforderung) zurückverlangen.
Beispiel: A und B gründen eine Aktiengesellschaft mit einem baren Grundkapital von 100.000 EUR und zahlen jeweils 50.000 EUR zur Gänze ein. Nach der Eintragung der Gesellschafter im Handelsregister verkauft A als Privatperson der Gesellschaft seinen Klein-LKW für 50.000 EUR. War dieses Vorgehen schon bei Gründung verabredet, liegt eine verdeckte Sacheinlage vor. Als Rechtsfolge muss A seine Bareinlage von 50.000 EUR noch einmal leisten, außerdem schuldet er der Gesellschaft den Kaufpreis von 50.000 EUR, weil der Kaufvertrag nichtig war. Zugleich darf er seine erste Bareinlage von 50.000 EUR und die Sache bzw. ihren Wert zurückfordern.
War die Gesellschaft in Insolvenz geraten, so konnte den Gesellschafter unter Umständen der doppelte Verlust seines einbezahlten Kapitals treffen. Denn einerseits hatte er den Kaufpreis aus dem nichtigen Austauschgeschäft zurückzuzahlen, andererseits hatte er die Einlage noch einmal einzuzahlen. Dagegen konnte er die bereicherungsrechtliche Rückforderung der ersten (unwirksamen) Einlagenleistung zwar aufrechnen, war die Sache jedoch schon abgeschrieben, bekam er auf seine Bereicherungsforderung nur die Insolvenzquote.
Beispiel: A kann der Kaufpreisforderung von 50.000 Euro die Bereicherungsforderung aus der ersten, unwirksamen Leistung der Bareinlage aufrechnungsweise in Höhe von 50.000 Euro entgegenhalten. Wegen des Aufrechnungsverbots muss er die erneute Einforderung der Bareinlage in Höhe von 50.000 Euro jedenfalls erfüllen. Auf seine Bereicherungsforderung aus dem Verbrauch des bereits abgeschriebenen Klein-LKWs bekam er jedoch nur die Konkursquote von durchschnittlich 7 %. A verliert in der Insolvenz 193 % seines Kapitals, also 96.500 Euro.

## Rechtsfolgen nach dem MoMiG
Durch die neuen Regelungen des § 19 Abs. 4 GmbHG oder im Falle einer Aktiengesellschaft nach § 27 Abs. 3 AktG, die im Zuge des Gesetzes zur Modernisierung des GmbH-Rechts und zur Bekämpfung von Missbräuchen eingeführt wurden, änderte der deutsche Gesetzgeber die Rechtsfolgen einer verdeckten Sacheinlage. Das Austauschgeschäft ist nun nicht mehr nichtig, sondern bleibt gültig. Die Einlageschuld konnte zwar durch die erstmalige Zahlung nicht erfüllt werden, doch wird der Wert der verdeckten Sacheinlage auf die offene Einlageschuld angerechnet. Entsprach der Wert des Gegenstands der verdeckten Einlage also tatsächlich der Höhe der Bareinlageschuld, treffen den Gesellschafter keine negativen Konsequenzen. Blieb der Wert der Einlage dahinter zurück, so wird im Ergebnis eine Differenzhaftung angewendet.

### Für Deutschland
- Pentz in Münchener Kommentar zum AktG, § 27, Rz 98
- Heidinger in Spindler/Stilz, AktG, § 27, Rz 147
- Lutter/Bayer in Lutter/Hommelhoff, GmbHG, § 5, Rz 48
- Winter/Westermann in Scholz, GmbHG, § 5, Rz 80a
- Hermanns in Michalski, GmbHG, § 56, 9, 23ff
- Hueck/Fastrich in Baumbach/Hueck, GmbHG, § 19, Rz 30c
- verdeckte Sacheinlage nach dem MoMiG
- Pressemitteilung MoMiG
- Schwerpunkte MoMiG

### Für Österreich
- Koppensteiner, Über verdeckte Sacheinlagen, unzulässige Zuwendungen aus dem Gesellschaftsvermögen und freie Verfügung, GeS 2007, 280
- Ettel in Doralt/Nowotny/Kalss, AktG, § 20, Rz 4
- Heidinger in Jabornegg/Strasser, AktG, § 20, Rz 26
- Koppensteiner/Rüffler, GmbHG-Kommentar, § 6, 63.